# Foumban
Foumban o Fumban è una città del Camerun, a 70 km nord-est di Bafoussam. È il capoluogo del dipartimento di Noun. È considerata una città d'arte con uno dei principali musei di arte e cultura tradizionali ed è la capitale del Regno Bamoun.

## Cultura
Il Palazzo Reale (Palais Royal) è un edificio fatto costruire nel XX secolo da Ibrahim Njoya, sedicesimo sultano dei Bamoun. L'edificio si ispira al palazzo di Buéa costruito dal governatore tedesco.
Il Museo delle arti e delle tradizioni Bamoun (Musée des Arts et des traditions Bamoun) conserva la collezione privata di Modé Yeyap.